# Ulduz (métro de Bakou)
Ulduz est une station de métro azerbaïdjanaise de la ligne 1 du métro de Bakou. Elle est située rue Volodarski, au croisement avec la rue Araz, dans la ville de Bakou.
Elle est mise en service en 1970.
Exploitée par Bakı Metropoliteni, elle est desservie chaque jour entre 6 heures et minuit.

## Situation sur le réseau
Établie en souterrain, la station Ulduz est située sur la ligne 2 du métro de Bakou, entre les stations Nəriman Nərimanov, en direction de İçərişəhər, et Koroğlu en direction de Həzi Aslanov.

## Histoire
La station « Ulduz » est mise en service le 5 mai 1970, lors de l'ouverture du prolongement de la ligne, long de 2,4 kilomètres, depuis la station Nəriman Nərimanov. Elle est créée par les architectes E.A. Gasımzade et E.A. Konukov.

## Service des voyageurs

### Accueil
Elle dispose de deux bouches situées sur les rues Araz et Volodarski.

### Desserte
Ulduz est desservie quotidiennement par les rames qui circulent sur la ligne entre 6 heures et minuit.

### Intermodalité
À proximité un arrêt de bus est desservi par les lignes 101 et 150.